# Miloš Karous
Miloš Karous (* 12. prosince 1943, Praha) je český geofyzik a pedagog, profesor Přírodovědecké fakulty Univerzity Karlovy. Dlouhodobě přednášel také na University of Oulu ve Finsku, Norwegian Institute of Technology v Trondheimu v Norsku a na Ecole Polytechnique v Montrealu v Kanadě. Svoji vědeckou činností významně přispěl v oblasti geoelektrických metod průzkumu geologického podloží. Za svou vědeckou a publikační činnost získal v roce 1990 Cenu Rektora University Karlovy.

## Vzdělání
- 1961–66 vysokoškolské řádné /magisterské Univerzita Karlova, Přírodovědecká fakulta, Praha, obor už. geofyzika
- 1967–71 vysokoškolské postgraduální / doktorské Univerzita Karlova, Přírodovědecká fakulta, Praha (4 roky)
- 1971–72 Moskovskij Gosudarst. Univ. im. Lomonosova, Moskva (1 semestr)
- 1974 University of Oulu, Finsko (1 semestr)
- 1977 Norwegian University of Science and Technology, Trondheim, Norsko (1 semestr) [3]

## Publikované monografie a učebnice
- Mareš, S., et al., 1984: Introduction to applied geophysics, Reidel Publ. Dordrecht, pp 581
- Karous, M., Mareš, S., 1988: Geophysical methods in studying fracture aguifers, Charles Univ. Print. House, Prague, pp 93
- Karous, M., 1989: Geoelektrické metody průzkumu, SNTL Praha / Alfa Bratislava, 424 str
- Mareš, S. a kol., 1990: Úvod do užité geofyziky. SNTL Praha, ISBN 80-03-00427-6
- Karous, M., et al., 1993: Applied geophysics in hydrogeology and engineering practice, Elsevier Amsterodam, pp 290
- Karous, M., a kol., 2005: Bezvýkopové technologie při výstavbě a rekonstrukci inženýrských sítí. 34. publikace, Stav. inf. Praha, 56 str., ISSN 1211-2259
- Karous, M., et al., 2009: Komplexní průzkum kontaminace v jímacích územích podzemních vod. Met. příručka MŽP, 45 str.
- Karous, M., a kol., 2010: Aplikace geofyzikálních metod při ochraně vodních zdrojů. MŽP ČR Praha, 46 str.[1]Miloš Karous, Geoelektrické metody průzkumu, SNLT/ALFA, Praha, 1989

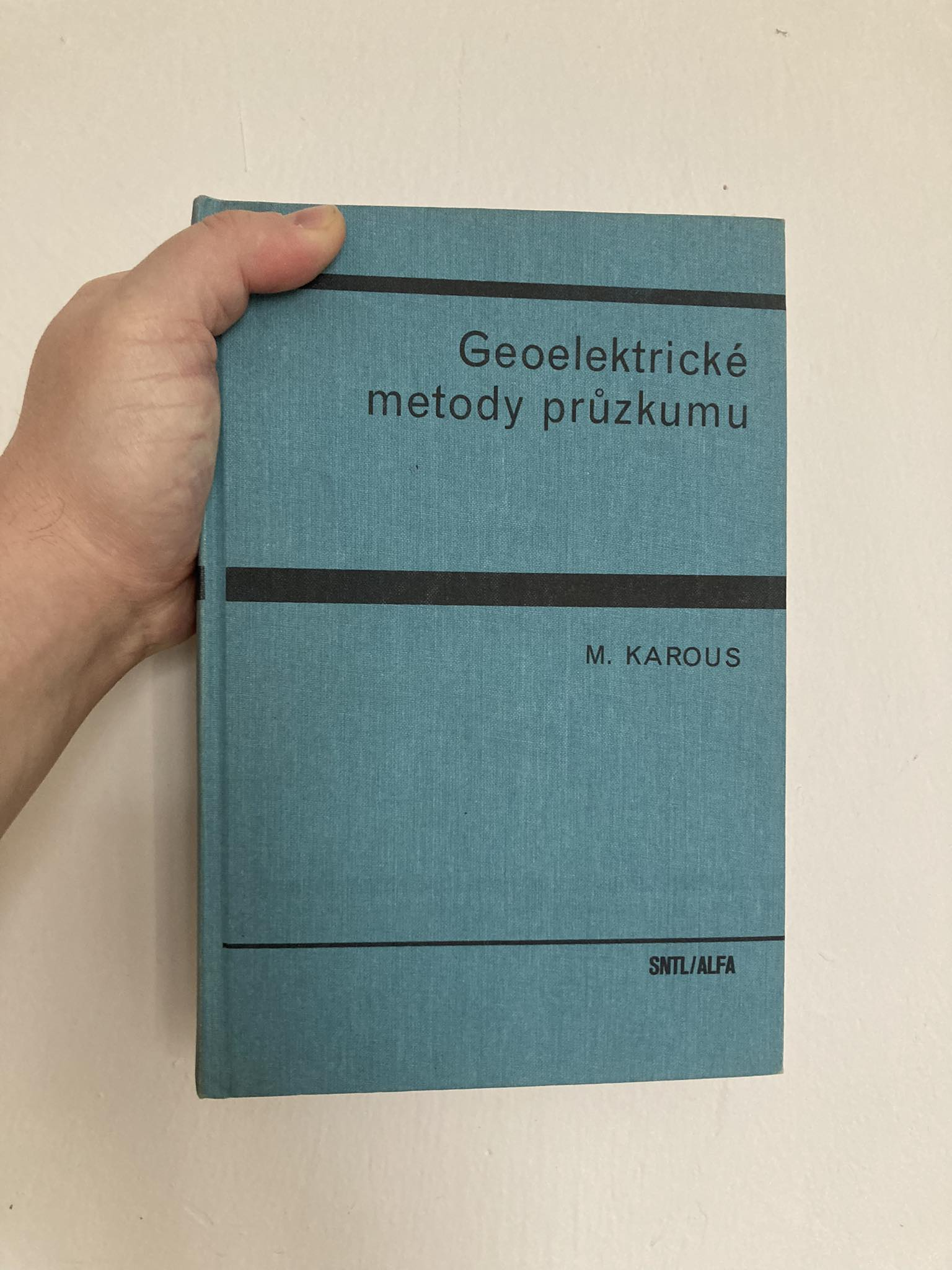
Miloš Karous, Geoelektrické metody průzkumu, SNLT/ALFA, Praha, 1989

## Ocenění
- 1990 Stříbrný odznak Přírodovědecké fakulty University Karlovy za vědecký a organizační přínos
- 1990 Cena Rektora University Karlovy v Praze za nejlepší učebnici roku v oboru věd přírodovědných v roce 1990 (autor vš. uč. Geoelektrické metody průzkumu)
- 2001 Zlatá medaile České společnosti pro bezvýkopové technologie za organizaci "19th International NO-DIG Conference and Exhibition, Prague 2001,
- 2003 Conference President" Best NO DIG project 2003 První cena v mezinárodní soutěži Intern. Soc. for Trenchless Technology za ekologický průzkum v Mar. Lázních pro ochranu přírodních lázeňských zdrojů[1]